# Пиня
Пѝня (на италиански и на лигурски: Pigna) е село и община в Северна Италия, провинция Империя, регион Лигурия. Разположено е на 280 m надморска височина. Населението на общината е 896 души (към 2011 г.).